# 泰爾冰川
67°43′S 48°45′E / 67.717°S 48.750°E
泰爾冰川（英語：Thyer Glacier）是南極洲的冰川，流經拉加特山脈南部，最終注入雷納冰川，澳大利亞探險隊根據該國空軍拍攝的空中照片繪入地圖。